# Provinciale weg 280
Der Provinciale weg 280 (kurz: N280) ist eine niederländische Landstraße in der Provinz Limburg, die von Weert bis zur deutschen Grenze bei Roermond verläuft, wo sie in die Bundesautobahn 52 übergeht.

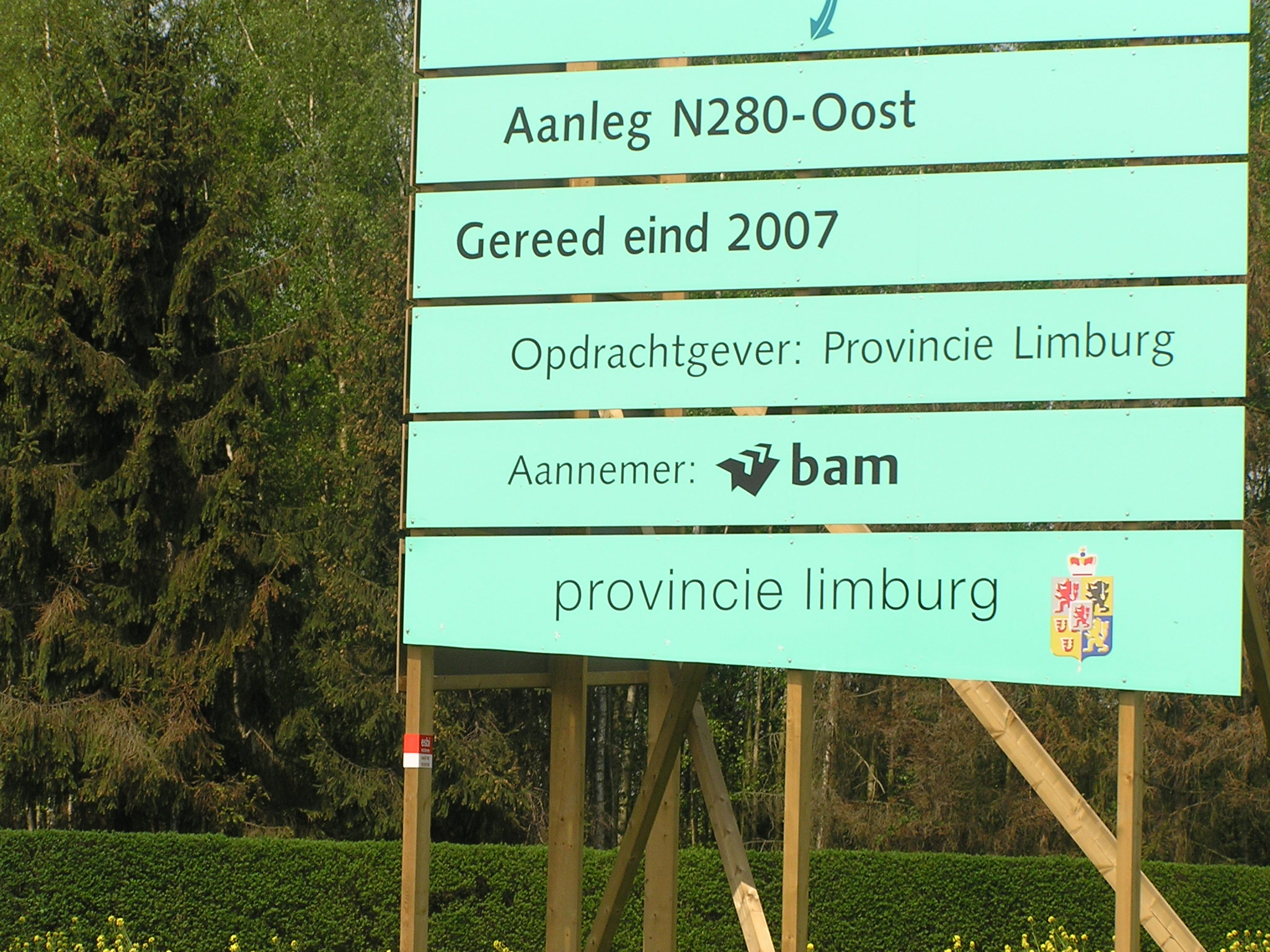
Ankündigung des Baus der N280-Oost 2007

 Ein Teil der Straße wurde ursprünglich als Rijksweg 68 (A68) erbaut. Nachdem die Straße 2007 in den Aufgabenbereich der Provinz überging, wurde die Straße zur A280 umbenannt, ehe sie dann zur N280 herabgestuft wurde.
Ende 2007 wurde die neue Trasse zwischen Roermond und der deutschen Grenze eröffnet. Die neue Trasse ist autobahnähnlich mit 2 × 2 Fahrspuren ausgebaut und als Kraftfahrstraße ausgeschildert. Der Ausbau resultiert aus einem Vertrag zwischen den Niederlanden und Deutschland, in dem sich beide verpflichten, ihre Autobahnnetze weiter zu verknüpfen. Mit der Fertigstellung der deutschen A 52 am 18. Mai 2009 wurde das Projekt komplettiert.
Ebenfalls autobahnähnlich ist der Abschnitt bei Baexem, um dort einen bessern Verkehrsfluss zu ermöglichen. Da es in Roermond, bedingt durch die viele Ampeln, immer wieder zu Staus kommt, gibt es dort mehrere Pläne für eine Umgehungsstraße oder Tunnel. Zusätzlich gäbe es die Möglichkeit, die Maasbrücke bei Roermond zu verbreitern.
Bei Weert dient die N280 als Zubringer zur A2, allerdings gibt es dort Pläne, einige gefährliche Kreuzungen in Kreisverkehre umzubauen.